# Nördertjärnen, Dalarna
Nördertjärnen är en sjö i Rättviks kommun i Dalarna och ingår i Dalälvens huvudavrinningsområde.